# Uhorce
Uhorce – dawna wieś w rejonie złoczowskim obwodu lwowskiego Ukrainy. Do scalenia w 1934 r. w II Rzeczypospolitej miejscowość była siedzibą jednostkowej gminy wiejskiej w powiecie złoczowskim województwa tarnopolskiego. Następnie w gminie Remizowce.

## Położenie
Na podstawie Słownika geograficznego Królestwa Polskiego i innych krajów słowiańskich Uhorce to wieś w powiecie złoczowskim, położona 14 km na południe od sądu powiatowego, stacji kolejowej i urzędu poczty i telegrafu w Złoczowie.